# San Jerónimo Tecuanipan
San Jerónimo Tecuanipan là một đô thị thuộc bang Puebla, México. Năm 2005, dân số của đô thị này là 5226 người.